# کارنونتوم
کارنونتوم (به آلمانی: Carnuntum) یک منطقهٔ مسکونی در اتریش است که در نیدراسترایش واقع شده‌است.